# Willy Westra van Holthe
Willem Rudolf (Willy) Westra van Holthe (Kloosterveen, 9 maart 1888 - Assen, 18 mei 1965) is een Nederlands voormalig voetballer die als aanvaller speelde.
Westra van Holthe was een zoon van Cornelis Westra van Holthe en Anna Alingh. Hij speelde bij de voetbalvereniging Achilles 1894 in Assen en werd regelmatig opgeroepen voor het elftal van de Noordelijke Zwaluwen. Hij was op meerdere gebieden in de sport actief, naast het voetballen speelde hij tennis, hockey en beoefende hij atletiek. Beroepsmatig was hij houthandelaar.

## Interlandcarrière

### Nederland
Op 24 maart 1913 debuteerde Westra van Holthe voor Nederland in een vriendschappelijke wedstrijd tegen Engeland (2-1 winst). Hij speelde vier maal voor Oranje. De Spaanse griep in 1919, die hij overleefde, maakte wel een eind aan zijn voetbalcarrière.
| Interlands van Willy Westra van Holthe | Interlands van Willy Westra van Holthe | Interlands van Willy Westra van Holthe | Interlands van Willy Westra van Holthe | Interlands van Willy Westra van Holthe | Interlands van Willy Westra van Holthe |
| №                                      | Datum                                  | Wedstrijd                              | Uitslag                                | Soort Wedstrijd                        | Doelpunten                             |
| Als speler bij Achilles 1894           | Als speler bij Achilles 1894           | Als speler bij Achilles 1894           | Als speler bij Achilles 1894           | Als speler bij Achilles 1894           | Als speler bij Achilles 1894           |
| -------------------------------------- | -------------------------------------- | -------------------------------------- | -------------------------------------- | -------------------------------------- | -------------------------------------- |
| 1.                                     | 24-3-1913                              | Nederland - Engeland                   | 2-1                                    | Vriendschappelijk                      | 0                                      |
| 2.                                     | 20-4-1913                              | Nederland - België                     | 2-4                                    | Vriendschappelijk                      | 0                                      |
| 3.                                     | 15-11-1913                             | Engeland - Nederland                   | 2-1                                    | Vriendschappelijk                      | 0                                      |
| 4.                                     | 15-3-1914                              | België - Nederland                     | 2-4                                    | Vriendschappelijk                      | 1                                      |

## Erelijst

### MetAchilles 1894
| Nationaal                                 |    |                                    |
| Kampioen Noordelijk kampioenschap voetbal | 4x | 1904/05, 1906/07, 1911/12, 1913/14 |

## Varia
- Zijn neef Johannes Govert Westra van Holthe was de in 1938 overleden oud-burgemeester van Dwingeloo.